# NGC 7615
NGC 7615 је спирална галаксија у сазвежђу Пегаз која се налази на NGC листи објеката дубоког неба.
Деклинација објекта је + 8° 23' 58" а ректасцензија 23h 19m 54,4s. Привидна величина (магнитуда) објекта NGC 7615 износи 14,4 а фотографска магнитуда 15,2. NGC 7615 је још познат и под ознакама MCG 1-59-51, CGCG 406-70, PGC 71097.